# Дикатіон
Дикатіон — це будь-який іон, що має заряд 2+. До таких іонів можна віднести {\displaystyle {\ce {Ca^2+ , Mg^2+ , Ba^2+}}} тощо
Тобто, якщо сказати інакше, дикатіон це атом чи молекула що втратила 2 електрони.